# Списак амбасадора СФРЈ (К—П)
Списак амбасадора (велепосланика) СФР Југославије чије презиме почиње на слова К—П, за остале амбасадоре погледајте Списак амбасадора СФРЈ.
1. Јово Капичић (1919—2003) амбасадор у Мађарској и Шведској
2. Шиме Караман амбасадор у Аустралији
3. Душан Карић (1919—2010) амбасадор у Гвинеји
4. Душан Кведер (1915—1966) амбасадор у Западној Немачкој, Индији и Уједињеном Краљевству
5. Златан Кикић (1937—) амбасадор у Шведској[а]
6. Јусуф Кељменди (1927—) амбасадор у Сенегалу
7. Иво Клеменчич (1918—2007) амбасадор у Гани
8. Едвард Кљун (1922—) амбасадор у Турској и Ирану
9. Фрањо Кнебл (1915—2006) амбасадор у Индонезији
10. Видо Кнежевић (1925—2001) амбасадор у Пакистану и Ираку
11. Милан Кнежевић (1921—) амбасадор у Танзанији
12. Живорад Ковачевић (1930—2011) амбасадор у Сједињеним Америчким Државама
13. Славко Комар (1918—2012) амбасадор у Индији
14. Бранко Коматина (1921—2008) амбасадор у Албанији
15. Стефан Корошец (1938—2014) амбасадор у Португалији
16. Франц Кос (1912—1966) амбасадор у Швајцарској и Јапану
17. Сава Косановић (1894—1956) амбасадор у Сједињеним Америчким Државама и Мексику
18. Марко Косин (1930—2007) амбасадор у Танзанији и Италији[б]
19. Дејан Костић амбасадор у Бангладешу
20. Звонимир Костић (1930—1998) амбасадор у Холандији
21. Никола Крајиновић (1921—1997) амбасадор на Новом Зеланду
22. Милош Крстић (1931) амбасадор у Аустрији
23. Драго Кунц (1917—1990) амбасадор у Шри Ланки и Норвешкој
24. Иво Куштрак (1929—2012) амбасадор у Анголи
25. Милош Лаловић (1921—) амбасадор у Тунису и Белгији
26. Лазар Латиновић (1915—2006) амбасадор у Белгији, Јапану, Аргентини и Шведској
27. Данило Лекић (1913—1986) амбасадор у Бразилу и Египту
28. Миодраг Лекић (1947—) амбасадор у Мозамбику[а]
29. Љубо Леонтић (1887—1973) амбасадор у Уједињеном Краљевству
30. Трајко Липковски (1924—1997) амбасадор у Албанији и Чехословачкој
31. Будимир Лончар (1924—2024) амбасадор у Индонезији, Западној Немачкој и Сједињеним Америчким Државама
32. Божо Љумовић (1896—1986) амбасадор у Пољској
33. Љубомир Мајерић (1926—1999) амбасадор у Источној Немачкој
34. Радован Макић (1924—2007) амбасадор у Западној Немачкој
35. Миливоје Максић (1928—2003) амбасадор у Пољској
36. Владо Малески (1919—1984) амбасадор у Либану и Пољској
37. Александар Манетовић (1922—2010) амбасадор у Португалу
38. Блажо Мандић (1926—2023) амбасадор у Португалу
39. Никола Мандић (1915—) амбасадор на Кипру
40. Душан Маринковић амбасадор у Етиопији
41. Драгослав Марковић (1920—2005) амбасадор у Бугарској
42. Радивоје Марковић амбасадор у Зимбабвеу
43. Лео Матес (1911—1991) амбасадор у Сједињеним Америчким Државама
44. Ђуро Матошић (1919—1997) амбасадор у Финској
45. Дане Медаковић (1890—1969) амбасадор у Румунији
46. Милош Меловски амбасадор у Источној Немачкој и Румунији
47. Цвијетин Мијатовић (1913—1993) амбасадор у Совјетском Савезу
48. Арсо Милатовић (1912—1988) амбасадор у Румунији и Пољској
49. Милорад Милатовић (1911—1997) амбасадор у Пољској и Канади
50. Марко Милашин (1927—2017) амбасадор у Сенегалу и Габону
51. Данило Милић (1936—) амбасадор у Гвинеји
52. Никола Милићевић (1915) амбасадор у Пакистану и Источној Немачкој
53. Василије Миловановић (1912) амбасадор у Швајцарској
54. Борислав Милошевић (1934—2013) амбасадор у Алжиру[а]
55. Мирко Милутиновић (1917—2000) амбасадор у Бурми, Холандији и Пакисатну
56. Петар Миљевић амбасадор у Аустралији
57. Мита Миљковић (1919—2004) амбасадор у Бугарској, Грчкој и Француској
58. Иван Мирошевић Сорго (1926—1991) амбасадор у Авганистану
59. Вељко Мићуновић (1916—2002) амбасадор у Совјетском Савезу и Сједињеним Америчким Државама
60. Лазар Мојсов (1920—2011) амбасадор у Совјетском Савезу, Монголији, Аустрији, ОУН, Гвајани и Јамајки
61. Карло Мразовић (1902—1987) амбасадор у Мађарској, Совјетском Савезу и Мексику
62. Џевад Мујезиновић (1934—1992) амбасадор у Ираку и Сједињеним Америчким Државама[в]
63. Живко Мучалов (1905—2005) амбасадор у Ираку
64. Милијан Неоричић (1922—2014) амбасадор у Шведској
65. Марко Никезић (1921—1991) амбасадор у Египту, Чехословачкој и Сједињеним Америчким Државама
66. Трифун Николић (1922—1944) амбасадор у Гани и Румунији
67. Гојко Николиш (1911—1995) амбасадор у Индији
68. Елхами Нимани (1917—1998) амбасадор у Либији и Швајцарској
69. Ђуро Нинчић (1915—1979) амбасадор у Холандији и Ирану
70. Бејто Новобрдалија (1928—) амбасадор у Авганистану
71. Исо Његован (1922—1996) амбасадор у Бурми, Судану и Румунији
72. Сава Обрадовић (1923—) амбасадор у Танзанији, Финској и Кини
73. Богдан Орешчанин (1916—1978) амбасадор у Кини и Уједињеном Краљевству
74. Марко Орландић (1930—2019) амбасадор у Совјетском Савезу
75. Марјан Осолник (1929—2017) амбасадор у Шведској
76. Мишо Павићевић (1915—1995) амбасадор у Турској, Грчкој и Италији
77. Стане Павлич (1914—1996) амбасадор у Индонезији и Белгији
78. Аугустин Папић (1917—2002) амбасадор у Египту
79. Иво Пелицон (1922—1987) амбасадор у Кенији
80. Драгомир Петровић (1919—1989) амбасадор у Малију, Тунису и Холандији
81. Славољуб Петровић (1920—2013) амбасадор у Аргентини, Мароку, Тунису и Белгији
82. Трајан Петровски (1939—2021) амбасадор у Турској[г]
83. Здравко Печар (1922—1994) амбасадор у Малију, Гани и Обали Слоноваче
84. Јован Печеновић (1933—2021) амбасадор у Албанији, Сирији и Швајцарској
85. Милорад Пешић (1921—2009) амбасадор у Совјетском Савезу и Аустрији
86. Предраг Пјанић (1934—1991) амбасадор у Албанији[в]
87. Бојан Полак (1919—2004) амбасадор у Источној Немачкој
88. Веселин Поповац амбасадор на Кипру
89. Владо Поповић (1914—1972) амбасадор у Совјетском Савезу, Сједињеним Америчким Државама и Кини
90. Душан Поповић (1921—2014) амбасадор у Шведској
91. Душан Поповски (1930—1998) амбасадор у Француској
92. Благоје Поповски амбасадор на Кипру
93. Милан Предојевић (1936—2023) амбасадор у Источној Немачкој
94. Новак Прибићевић (1938—1999) амбасадор у Аустрији и Албанији
95. Раде Прибићевић (1896—1953) амбасадор у Пољској
96. Франц Приможич (1915—1963) амбасадор у Ираку[в]
97. Срђа Прица (1905—1984) амбасадор у Француској, Уједињеном Краљевству и Италији
98. Мито Пејовски (1932—2005) амбасадор у Финској
99. Звонко Перишић амбасадор у Гани
100. Радивоје Петковић амбасадор у Гани
101. Јакша Петрић (1922—1993) амбадасор у Чехословакој и Румунији
102. Вјекослав Прпић (1918—1989) амбасадор у Белгији и Аустрији
103. Данило Пурић (1923—2006) амбасадор у Данској, Ираку и Бугарској
104. Бранко Пухарић (1941—2017) амбасадор у Пољској